# Every Dog Has Its Day But It Doesn’t Matter Because Fat Cat Is Getting Fatter
Every Dog Has Its Day But It Doesn’t Matter Because Fat Cat Is Getting Fatter (deutsch: „Ein blindes Huhn findet auch mal ein Korn, aber es spielt keine Rolle, weil die dicke Katze dicker wird“) ist ein Jazzalbum von Mat Walerians Okuden Quartet, das neben ihm aus Matthew Shipp, William Parker und Hamid Drake besteht. Die am 21. Mai 2018 in den Parkwest Studios, Brooklyn, New York, entstandenen Aufnahmen erschienen am 20. Juli 2020 auf ESP-Disk.

## Hintergrund
Es handelt sich um das vierte Album unter Walerians Namen. Er trat im Sommer 2012 mit Matthew Shipp im Duo auf; in Polen entstand der Mitschnitt The Uppercut: Live at Okuden. Im Winter 2012 bildeten die beiden Musiker ein Quartett, als sie mit William Parker (Bass) und Hamid Drake (Schlagzeug) in New York auftraten (Live at Okuden). Nach seinem weiteren Quartettalbum 2015 (This Is Beautiful Because We Are Beautiful People) und Walerians Mitwirkung an Shipps Album Sonic Fiction entstand das vorliegende Doppelalbum.
Walerian, ein Anhänger der östlichen Philosophie und der japanischen Kultur, prägte den Namen der Okuden-Serie aus einem japanischen Wort, das „innere Lehren“ bedeutet. Walerian komponierte die acht Stücke auf Every Dog Has Its Day But It Doesn’t Matter Because Fat Cat Is Getting Fatter; die Stimmungen variieren stark zwischen den beiden Teilen des Doppelalbums, notierte Karl Ackermann.

## Titelliste
- Mat Walerian: Okuden Quartet – Every Dog Has Its Day But It Doesn’t Matter Because Fat Cat Is Getting Fatter (ESP Disk 5037)[2]
  1. The Forest Council, 18:21
  2. Thelonius Forever, 13:50
  3. Magic World Pt.1 – Study, 15:12
  4. Magic World Pt.2 – Work, 12:04
  5. Magic World Pt.3 – Life, 10:54
  6. Sir Denis, 15:51
  7. Business with William, 12:11
  8. Lesson II , 17:16
- Alle Kompositionen stammen von Mat Walerian.

## Rezeption
Nach Ansicht von Karl Ackermann, der das Album in All About Jazz rezensierte, enthalten Walerians Kompositionen Elemente von Kammermusik, Jazz-Werken und asiatischen Skalen, kontrastiert mit den aktuellen Statements improvisierter Musik. Jedes seiner Alben wurde von der Kritik gefeiert, so der Autor, und Walerians Musik sei mit jeder Veröffentlichung faszinierender geworden. Every Dog... bringe einige der besten Improvisatoren der heutigen Musik zusammen; es sei Walerians bisher beste Arbeit und eine der besten Veröffentlichungen des Jahres.

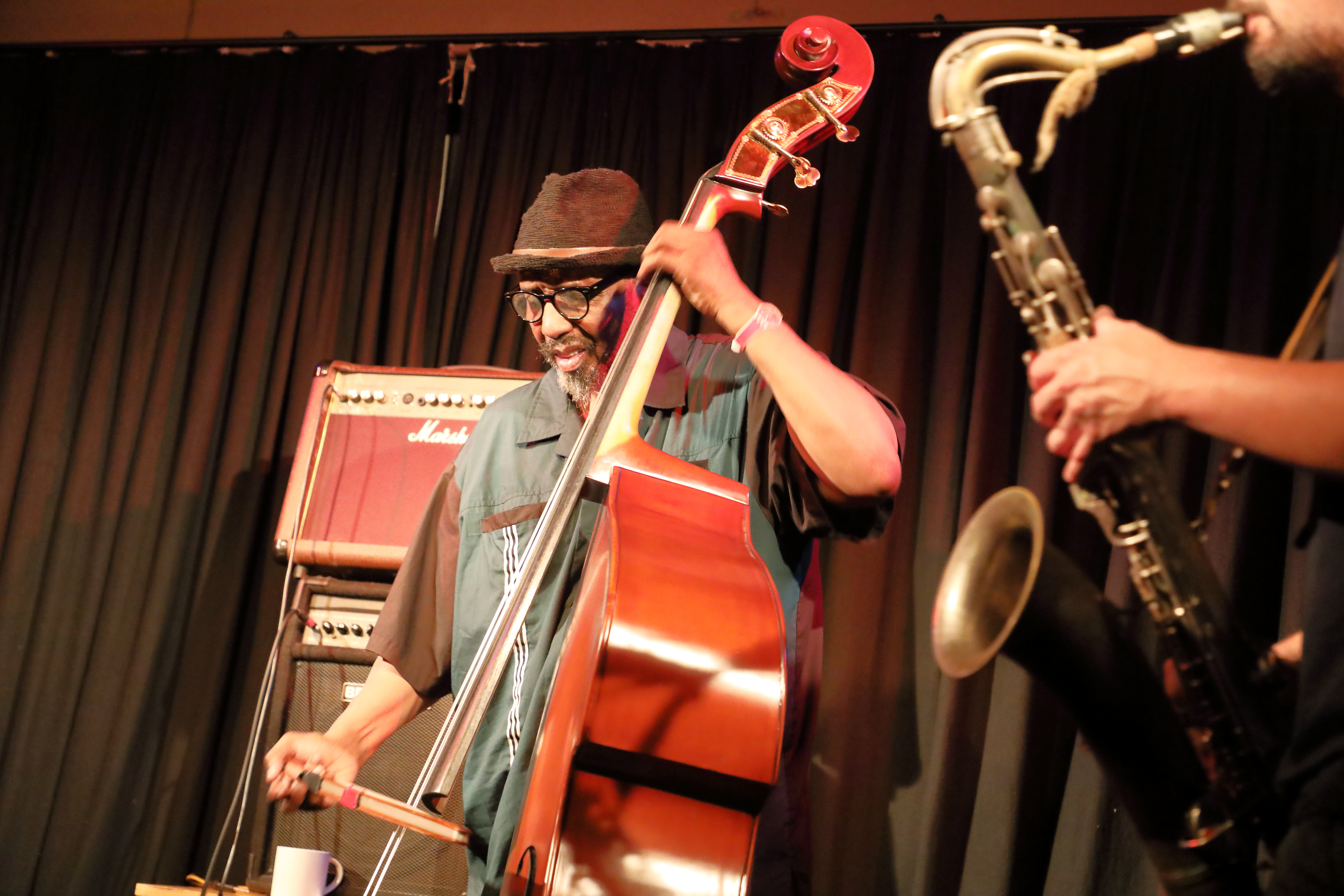
William Parker mit John Dikeman und Hamid Drake im Club W71 Weikersheim (2019)

Auch S. Victor Aaron (Something Else!) lobte, Every Dog … sei Walerians bisher vollständigste künstlerische Aussage. Jede seiner acht Kompositionen, die sich über zwei Scheiben erstrecken, seien in sich geschlossene Einheiten des vollkommenen Ausdrucks. Mat Walerians jüngstes Okuden-Projekt sei auch sein bislang ehrgeizigstes. Wenn man die umfassenden Karrieren seiner Sidemen zur Kenntnis nehme, erkannte man einen Künstler, dessen Ambitionen ihren entsprechen. Walerian scheine gerade erst anzufangen, was geradezu beängstigend sei, so Aarons Resümee.
Mike Borella schreibt in Avant Music News, Matthew Shipp, William Parker und Drake hätten in den letzten drei Jahrzehnten so häufig zusammengearbeitet, dass sie einen sechsten Sinn für einander zu haben scheinen – eine gewisse Dichte [entstehe], selbst wenn die Musik unstrukturiert sei. Und in den letzten Jahren hätten sie immer wieder bewiesen, dass ihre Bemühungen keineswegs „freie Improvisation nach Zahlen“ sind. Man glaubt vielleicht, genug Alben von den erfahreneren Mitgliedern dieses Quartetts gehört zu haben, doch dies sei nicht der Fall, vor allem mit der Hinzufügung des jüngeren Walerians.